# NGC 3217
NGC 3217 (другие обозначения — IC 606, IRAS10208+1112, MCG 2-27-6, ZWG 65.17, MK 721, 8ZW 74, PGC 30448) — спиральная галактика (Sc) в созвездии Льва. Открыта Дэвидом Тоддом в 1878 году.
Этот объект входит в число перечисленных в оригинальной редакции «Нового общего каталога». В координатах, которые указал Тодд, содержится ошибка в 2 минуты по прямому восхождению. Позже галактику независимо открыл Стефан Жавел, указавший верные координаты, и она вошла в Индекс-каталог как IC 606.